# Аукси, Майк
Майк А́укси (англ. Mike Auksi; 18 декабря 1981, Торонто, Канада) — канадский хоккеист эстонского происхождения, защитник. В последнее время играл за таллинский клуб «Пантер», выступающего в ЭХЛ.

## Карьера
У себя на родине выступал за ряд студенческих и юниорских команд Канады. В 2010 году Майк Аукси перебрался в Европу. Один сезон он провел за клуб третьей чешской лиги «Чешска-липа». Однако закрепиться в нём он не сумел. За все первенство Аукси провел за команду только одну игру.
В  году защитник подписал контракт с эстонским «Пантером». Так как хоккеист имел эстонские корни, руководство федерации было заинтересовано в его натурализации. Вскоре канадец получил эстонский паспорт. Перед ЧМ-2015 Международная федерация хоккея разрешила Аукси выступить за сборную Эстонии. В Голландии защитник помог балтийцам сохранить место в Первом дивизионе Чемпионата мира.
После окончания сезона Майк Аукси планировал завершить свою карьеру и вернуться в Канаду.